# Trifle

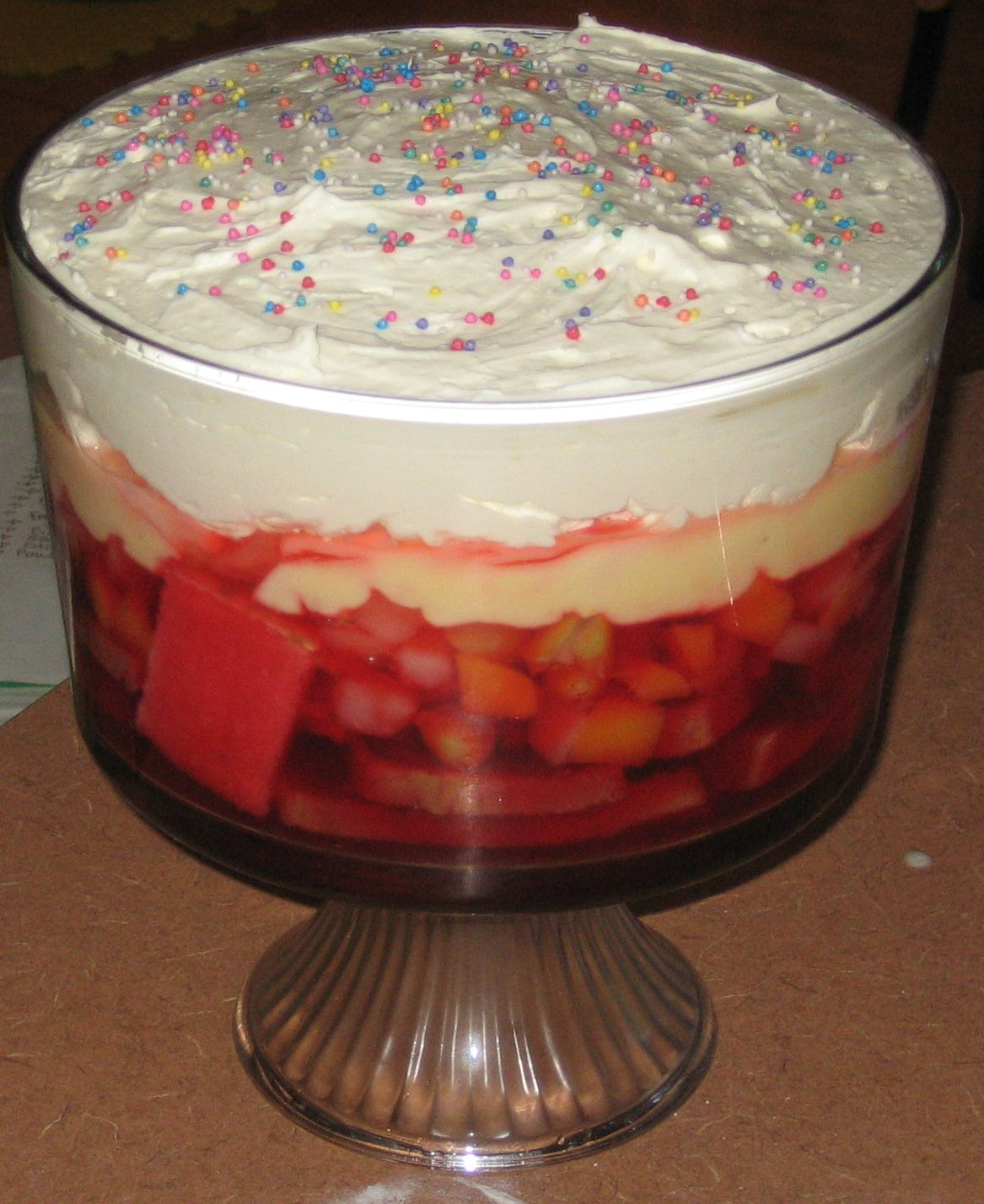
Trifle

Trifle – deser jadany w Anglii, przyrządzony z ułożonych warstwami ciasta biszkoptowego nasączonego winem, galaretki owocowej, owoców, polany sosem custard i ozdobiony bitą śmietaną.

## Historia
Pierwszy przepis na trifle ukazał się przypuszczalnie w 1596 roku w książce Thomasa Dawsona The good huswife's Jewell, a opisany tam deser – krem z cukrem i wodą różaną – różnił się znacznie od znanego w obecnym kształcie. W opisie z 1673 roku Hannah Wooley w deserze pojawiły się owoce, jednak trifle w postaci znanej dziś pojawiły się dopiero po roku 1700.